# 오토미촌 (지바현)
오토미촌(大富村)은 지바현 산부군에 일찍이 존재했던 촌이다. 
현재의 산무시 중부에 해당한다. 나루토역이 통과하고 있으며, 현재 126번 국도가 지나가고 있다.

## 역사
- 1889년 4월 1일 - 정촌제 시행에 수반해 무사군 오토미촌이 성립하였다.
- 1897년 4월 1일 - 무사군이 폐지되어 산부군이 되었다.
- 1954년 10월 1일 - 나루토정, 난고촌과 합병해 새로운 나루토정이 신설되어, 동일 오토미촌은 폐지되었다.

## 교통

### 철도
- 국철（현・JR동일본）
  - 소부 본선

### 도로
현재의 국도 126호선 (합병후 1965년에 제정되었다.)